# Tréhet
Pour les articles homonymes, voir Tréhet (homonymie).
Tréhet est une commune historique du nord-ouest du Loir-et-Cher (région Centre-Val de Loire), reléguée au statut de commune déléguée depuis 2019 et la fusion administrative avec la commune voisine de Couture-sur-Loir afin de créer la commune nouvelle de Vallée-de-Ronsard.

## Géographie
Les communes limitrophes de Tréhet, en Loir-et-Cher sont :
- au nord : Ruillé-sur-Loir dans la Sarthe ;
- au sud-ouest : La Chartre-sur-le-Loir dans la Sarthe ;
- au sud-est : Villedieu-le-Château dans le Loir-et-Cher ;
- au nord-est : Poncé-sur-le-Loir dans la Sarthe.

## Histoire
La première mention de la terre de Tréhet remonte au milieu du IXe siècle. L'évêque du Mans, le futur Saint Aldric du Mans, évêque de 832 à 856, fonde plusieurs colonies agricoles, dont une prendra plus tard le nom de la Ribochère, château situé actuellement sur la commune de Villedieu. Il l'établit « sur les confins de Couture, auprès de Trehet, sur le haut du coteau vis-à-vis Montaigu » : « in finibus culturensibus, juxta Truecto, sursum in illo monte, et contra Montcuc », texte daté de 856.
Le 1er janvier 2019, la commune fusionne avec Couture-sur-Loir pour former la commune nouvelle de Vallée-de-Ronsard dont la création est actée par un arrêté préfectoral du 29 novembre 2018.

## Politique et administration
| Période                                  | Période      | Identité           | Étiquette | Qualité                     |
| ---------------------------------------- | ------------ | ------------------ | --------- | --------------------------- |
| Les données manquantes sont à compléter. |              |                    |           |                             |
| 1792                                     | 1806         | Jacques Baroche    |           | Curé constitutionnel, maire |
| 1806                                     | 1826         | Côme Boutard       |           | Maire                       |
| 1826                                     | 1833         | Jean Pinaudier     |           | Maire                       |
| 1833                                     | 1848         | Landereau          |           | Maire                       |
| 1848                                     | 1872         | Jean Boutard       |           | Maire                       |
| 1872                                     | 1889         | Chalumeau-Chevreau |           | Maire                       |
| 1889                                     | 1892         | Grasteau           |           | Maire                       |
| 1892                                     | 1897         | Chalumeau          |           | Maire                       |
| 1897                                     | 1904         | Piochon            |           | Maire                       |
| 1904                                     | 1908         | Louis Perdriau     |           | Maire                       |
| 1908                                     |              | Louis Grasteau     |           | Maire                       |
| mars 2001                                | janvier 2019 | Philippe Mercier   | UDI       |                             |

Depuis 2019 et la création de Vallée-de-Ronsard, le maire élu à Tréhet est maire délégué au maire de la commune nouvelle. 
| Période                                  | Période  | Identité           | Étiquette | Qualité                                                     |
| ---------------------------------------- | -------- | ------------------ | --------- | ----------------------------------------------------------- |
| Les données manquantes sont à compléter. |          |                    |           |                                                             |
| janvier 2019                             | mai 2020 | Philippe Mercier   | UDI       | En complément de la charge de maire de la commune nouvelle. |
| mai 2020                                 | en cours | Patrick Cochonneau |           | Technicien territorial.                                     |

## Démographie

### Évolution démographique
L'évolution du nombre d'habitants est connue à travers les recensements de la population effectués dans la commune depuis 1793. Pour les communes de moins de 10 000 habitants, une enquête de recensement portant sur toute la population est réalisée tous les cinq ans, les populations de référence des années intermédiaires étant quant à elles estimées par interpolation ou extrapolation. Pour la commune, le premier recensement exhaustif entrant dans le cadre du nouveau dispositif a été réalisé en 2005.

En 2016, la commune comptait 112 habitants, en évolution de +0,9 % par rapport à 2010 (Loir-et-Cher : −1,15 %, France hors Mayotte : +2,11 %).
| 1793 | 1800 | 1806 | 1821 | 1831 | 1836 | 1841 | 1846 | 1851 |
| ---- | ---- | ---- | ---- | ---- | ---- | ---- | ---- | ---- |
| 195  | 223  | 146  | 166  | 215  | 211  | 203  | 214  | 218  |

| 1856 | 1861 | 1866 | 1872 | 1876 | 1881 | 1886 | 1891 | 1896 |
| ---- | ---- | ---- | ---- | ---- | ---- | ---- | ---- | ---- |
| 210  | 204  | 202  | 190  | 189  | 191  | 212  | 179  | 180  |

| 1901 | 1906 | 1911 | 1921 | 1926 | 1931 | 1936 | 1946 | 1954 |
| ---- | ---- | ---- | ---- | ---- | ---- | ---- | ---- | ---- |
| 187  | 219  | 180  | 154  | 160  | 145  | 160  | 188  | 170  |

| 1962 | 1968 | 1975 | 1982 | 1990 | 1999 | 2005 | 2006 | 2010 |
| ---- | ---- | ---- | ---- | ---- | ---- | ---- | ---- | ---- |
| 176  | 163  | 168  | 141  | 100  | 123  | 109  | 102  | 111  |

| 2015 | 2016 | - | - | - | - | - | - | - |
| ---- | ---- | - | - | - | - | - | - | - |
| 113  | 112  | - | - | - | - | - | - | - |

### Pyramide des âges
La population de la commune est relativement âgée. Le taux de personnes d'un âge supérieur à 60 ans (42,2 %) est en effet supérieur au taux national (21,6 %) et au taux départemental (26,3 %).
À l'instar des répartitions nationale et départementale, la population féminine de la commune est supérieure à la population masculine. Le taux (50,5 %) est du même ordre de grandeur que le taux national (51,6 %).
La répartition de la population de la commune par tranches d'âge est, en 2007, la suivante :
- 49,5 % d'hommes (0 à 14 ans = 14,8 %, 15 à 29 ans = 7,4 %, 30 à 44 ans = 18,5 %, 45 à 59 ans = 20,4 %, plus de 60 ans = 38,9 %) ;
- 50,5 % de femmes (0 à 14 ans = 12,7 %, 15 à 29 ans = 1,8 %, 30 à 44 ans = 20 %, 45 à 59 ans = 20 %, plus de 60 ans = 45,4 %).

| Hommes | Classe d’âge | Femmes |
| ------ | ------------ | ------ |
| 0,0    | 90 ans ou +  | 1,8    |
| 9,3    | 75 à 89 ans  | 12,7   |
| 29,6   | 60 à 74 ans  | 30,9   |
| 20,4   | 45 à 59 ans  | 20,0   |
| 18,5   | 30 à 44 ans  | 20,0   |
| 7,4    | 15 à 29 ans  | 1,8    |
| 14,8   | 0 à 14 ans   | 12,7   |

| Hommes | Classe d’âge | Femmes |
| ------ | ------------ | ------ |
| 0,6    | 90 ans ou +  | 1,6    |
| 8,3    | 75 à 89 ans  | 11,5   |
| 14,8   | 60 à 74 ans  | 15,7   |
| 21,4   | 45 à 59 ans  | 20,6   |
| 20,3   | 30 à 44 ans  | 19,2   |
| 16,2   | 15 à 29 ans  | 14,7   |
| 18,5   | 0 à 14 ans   | 16,7   |

## Culture locale et patrimoine

### Lieux et monuments
- Église Notre-Dame de Tréhet, du XIIe siècle, protégée au titre des Monuments Historiques depuis 2007[12].

### Héraldique
|  | Les armoiries de Tréhet se blasonnent ainsi : D'or au pont de trois arches de gueules maçonné de sable sur une rivière aussi d'or, accompagné de trois roseaux de sinople mouvant de la rivière dans l'évidement des arches, et surmonté de trois aiglettes de sable rangées en chef. Création J.P. Fernon (1990). |